# Чандигарх
Чандига́рх (хинди चंडीगढ़; в.-пандж. ਚੰਡੀਗੜ੍ਹ; англ. Chandigarh) — город на севере Индии (примерно в 240 км к северу от Дели). Является столицей одновременно двух штатов — Пенджаба и Харьяны, при этом не входит административно в их состав, а имеет статус союзной территории, управляемой непосредственно из Нью-Дели.
Пользующийся международной известностью благодаря своей архитектуре, Чандигарх является одним из городов, возникших после обретения Индией независимости. Город был заложен в 1953 году по проекту известного французского архитектора Ле Корбюзье.
Название «Чандигарх» переводится как «Форт Чанди». Название позаимствовано у храма Чанди Мандир, который расположен в 12 км от города и посвящён индийской богине Чанди. Иногда Чандигарх именуют «Городом красоты».

## География

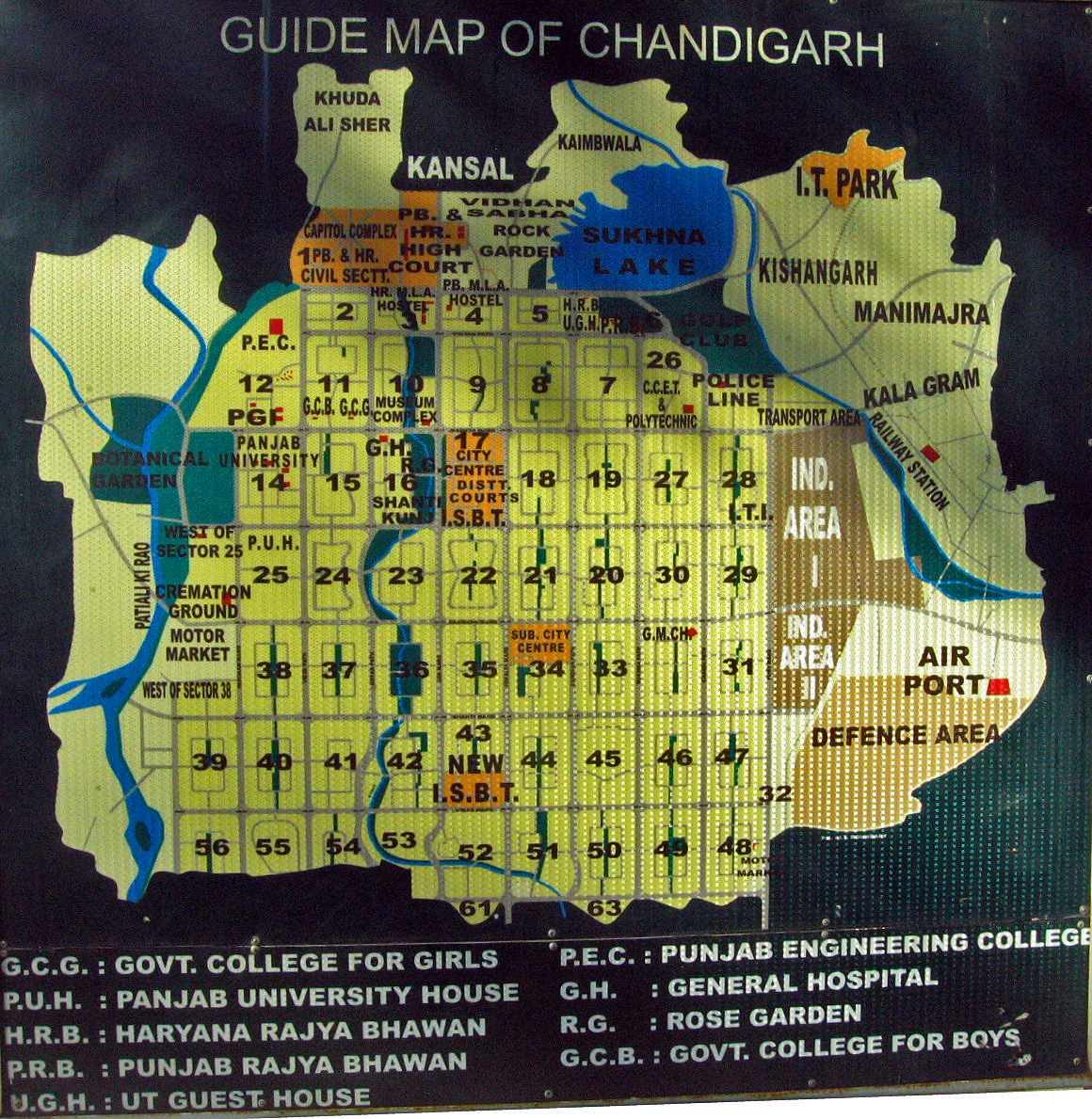
Карта Чандигарха

Чандигарх расположен у подножия горного хребта Сивалик, относящегося к массиву Гималаев, в северной Индии. Его площадь составляет примерно 114 км². На востоке Чандигарх граничит со штатом Харьяна, на севере — со штатом Пенджаб. Западная часть города считается столицей Пенджаба, восточная — столицей Харьяны. Недалеко от его северной окраины — граница штата Химачал-Прадеш.
Точные картографические координаты Чандигарха: 30°44′ с. ш. и 76°47′ в. д. Высота над уровнем моря — 304—365 м, уклон холмистости 1 %.
К Чандигарху прилегают городские образования Мохали, Патиала и Рупар в Пенджабе и Амбала в Харьяне.
Здесь влажный субтропический климат, характеризующийся сезонным ритмом: очень жаркое лето, мягкая прохладная зима, непостоянные осадки и большие амплитуды температур: от +1 °C до +16 °C зимой и от +19 °C до +39 °C летом (иногда до +44 °C). Зимой мороз (до −1 °C) случается иногда в декабре и январе. Приходят сюда также случайные зимние дожди с запада. Средний ежегодный уровень осадков составляет 1110,7 мм.

## История
При разделении Британской Индии на Индию и Пакистан в 1947 году Пенджаб также был разделён между этими государствами в соответствии с религиозным составом его населения — районы, населённые преимущественно мусульманами, отошли к Пакистану, сикхами и индусами, — к Индии. Новообразованному индийскому штату Пенджаб нужна была новая столица, вместо прежней, города Лахор, который отошёл к Пакистану в результате разделения. После того, как были взвешены различные возможности приспособить для этой цели какой-либо из существующих городов, частично реконструировав его, было принято решение построить новую столицу на новом месте.
Из всех существующих в то время в Индии больших градостроительных проектов, проект Чандигарха быстро обрёл значение главного — как из-за стратегического месторасположения будущего города, так и по причине личной заинтересованности первого премьер-министра независимой Индии Джавахарлала Неру. Этот проект был его инициативой и имел целью отразить новую национальную перспективу развития страны, вставшей на путь прогресса. Неру торжественно объявил, что новая столица Чандигарх, «знаменующая свободу от отсталых традиций прошлого, станет символом национальной веры в будущее».
Первыми, к кому обратились за проектом, были американцы — фирма Альберта Майера, занимающаяся городскими планировками, и архитектор Матей Новицки, поляк по происхождению, который должен был разработать архитектуру городского центра. Был создан первоначальный генеральный план. Позже, в конце 1950 года, проект был передан французскому архитектору Ле Корбюзье. По его разработкам и чертежам Чандигарх был в целом и построен.
В ноябре 1966 года из восточной части Пенджаба был сформирован новый индийский штат Харьяна — с целью создать штат с большинством населения, говорящим на хинди — в то время как западная часть Пенджаба, с большинством, говорящим на панджаби, осталась (и остаётся по сегодняшний день) штатом Пенджаб. Город Чандигарх оказался расположенным на границе штатов и стал служить столицей для них обоих — и для Пенджаба, и для Харьяны. Одновременно в интересах этой задачи он был преобразован в Объединённую территорию, с подчинением Нью-Дели.

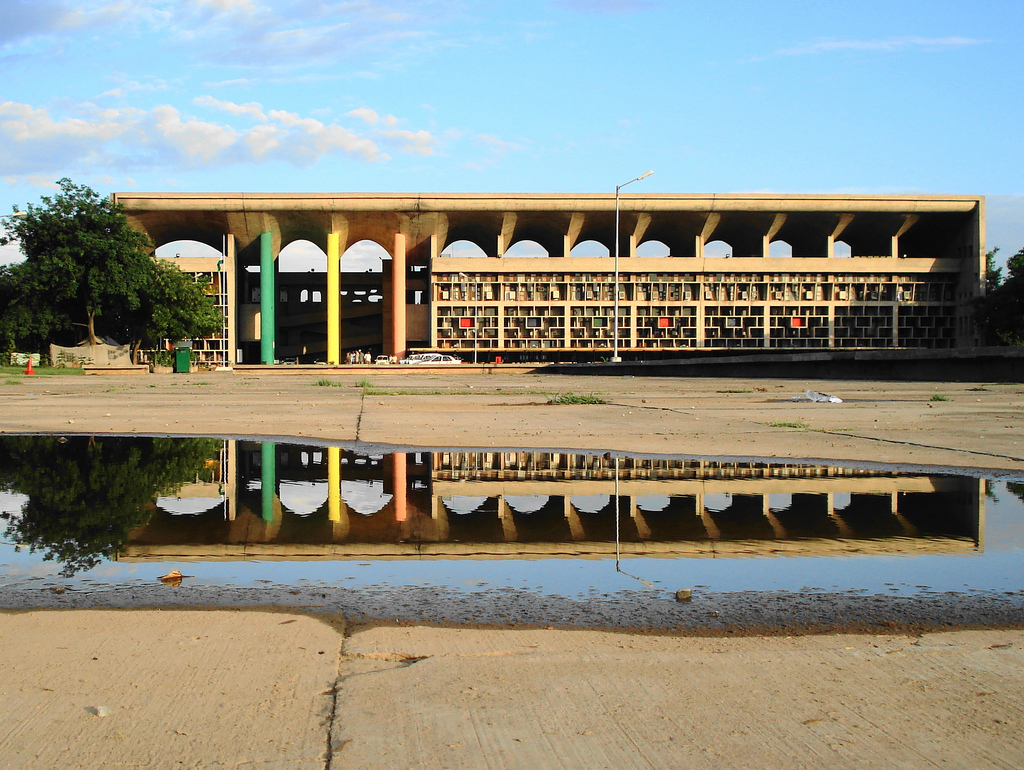
Дворец Юстиции. Арх. Ле Корбюзье

## Архитектура и градостроительство
Город Чандигарх был построен в 1951—1956 годах по проекту прославленного мастера архитектуры Ле Корбюзье, при активном участии иностранных и индийских архитекторов, работавших в одной команде. Не прекращалось его интенсивное развитие и в последующие годы, вплоть до наших дней.
Ле Корбюзье сохранил общую идею плана, предложенного американцами, внеся в него, однако, много своего. Для города было предложено новое место — на равнине у подножия Гималаев, между двух рек, среди зелени эвкалиптовых и бамбуковых рощ. План города состоял из 47 секторов, размер каждого сектора — 800×1200 метров. Каждый из них представлял — теоретически — самостоятельное образование, с местом для проживания, работы и досуга. Это, по сути, самодостаточные городки, каждый со своими собственными школами, колледжами, храмами, рынком — все на расстоянии не более 10 минут ходьбы, в пределах границ сектора. Транспортные артерии дифференцированы по их назначению: система основных автомагистралей сочетается с подъездными дорогами более низкого уровня и живописными озеленёнными пешеходными дорожками внутри секторов. Комплекс административных зданий, Капитолий (сектор № 1), вынесен за пределы города и образует самостоятельный архитектурный ансамбль.

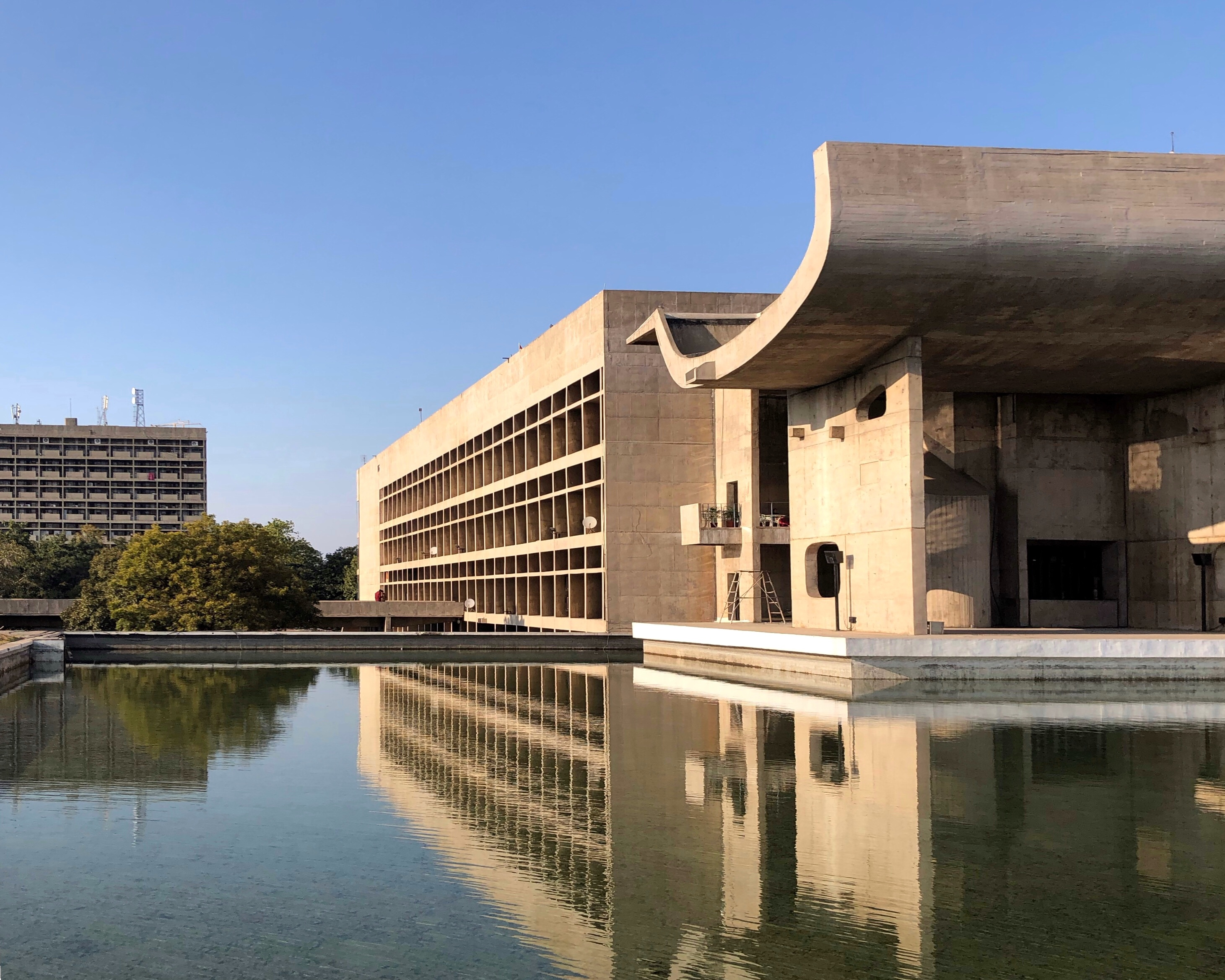
Дворец Ассамблеи. Арх. Ле Корбюзье

Вокруг города была предусмотрена зона озеленения шириной 16 километров. Это зелёное кольцо, ограничившее расползание предместий за городскую черту, должно было гарантировать, что никакое новое строительство не будет иметь места в непосредственной близости от города. Оставив большую часть архитектуры города другим членам его команды, Корбюзье взял на себя ответственность за общий генеральный план, а также за выполнение проектов некоторых общественных зданий, в числе которых Дворец Юстиции (Высокий суд), Ассамблея (Парламент), Секретариат, относящиеся к комплексу Капитолия, а также здание Музея и Художественной Галереи. Его авторству приписываются также здание Художественной школы и Яхт-клуба у озера Сукхна Лейк. Эти постройки, выполненные в могучих скульптурных формах, где ультра-модернизм сочетается со своеобразно интерпретированной экзотикой в национальном духе, пожалуй, самое впечатляющее из всего, что можно здесь увидеть. В них Корбюзье удалось органично соединить рационализм современной архитектуры с некоторыми традиционными приёмами индийского зодчества — как, например, ажурными солнцезащитными решётками «джали» на фасадах зданий.
В июле 2016 года на 40-й сессии Конференции всемирного наследия ЮНЕСКО комплекс Капитолия Чандигарха был объявлен Всемирным наследием. Он был внесен в список ЮНЕСКО под девизом "Архитектурные работы Ле Корбюзье — выдающийся вклад в «модернистское движение».
Большинство других сооружений — здания жилых кварталов, колледжи, гостиницы, университет, междугородный автобусный терминал — спроектировано Пьером Жаннере (двоюродным братом Ле Корбюзье) совместно с англичанами, мужем и женой Максвелом Фраем и Джейн Дрю, при участии группы из девяти индийских архитекторов — М. Н. Шарма, A. A. Прабхавалкар, Б. П. Матур, Пилу Муди, У. E. Чаудхари, Н. С. Ламба, Дж. Л. Мальхотра, Дж. С. Десе и Адитья Пракаш. Одна из заметных достопримечательностей города — здание Gandhi Bhavan, центр, посвященный изучению наследия Махатмы Ганди. Его спроектировал Пьер Жаннере.
При жизни Ле Корбюзье было заложено и построено 30 городских секторов (к настоящему времени их уже 57). Строительство базовой городской инфраструктуры завершилось в 1950-х — начале 1960-х годов.
Как уникальный опыт градостроительства и архитектуры, Чандигарх, как только был построен (официальное открытие — 1953 год), стал объектом пристального внимания со стороны архитекторов, социологов и архитектурных критиков всего мира, причём оценка этого опыта была не всегда положительной. Тем не менее сегодня Чандигарх считается одним из самых красивых, чистых и удобных городов в Индии.

## Население
Население — 1 025 682 человека (по переписи 2011 года). Столичный регион Чандигарх вместе с относящимися к нему городами-спутниками Мохали (англ. Mohali), Панчкулой (англ. Panchkula) образуют Тригород (англ. Tricity), с общей численностью населения более 1 611 770 человек.

## Транспорт

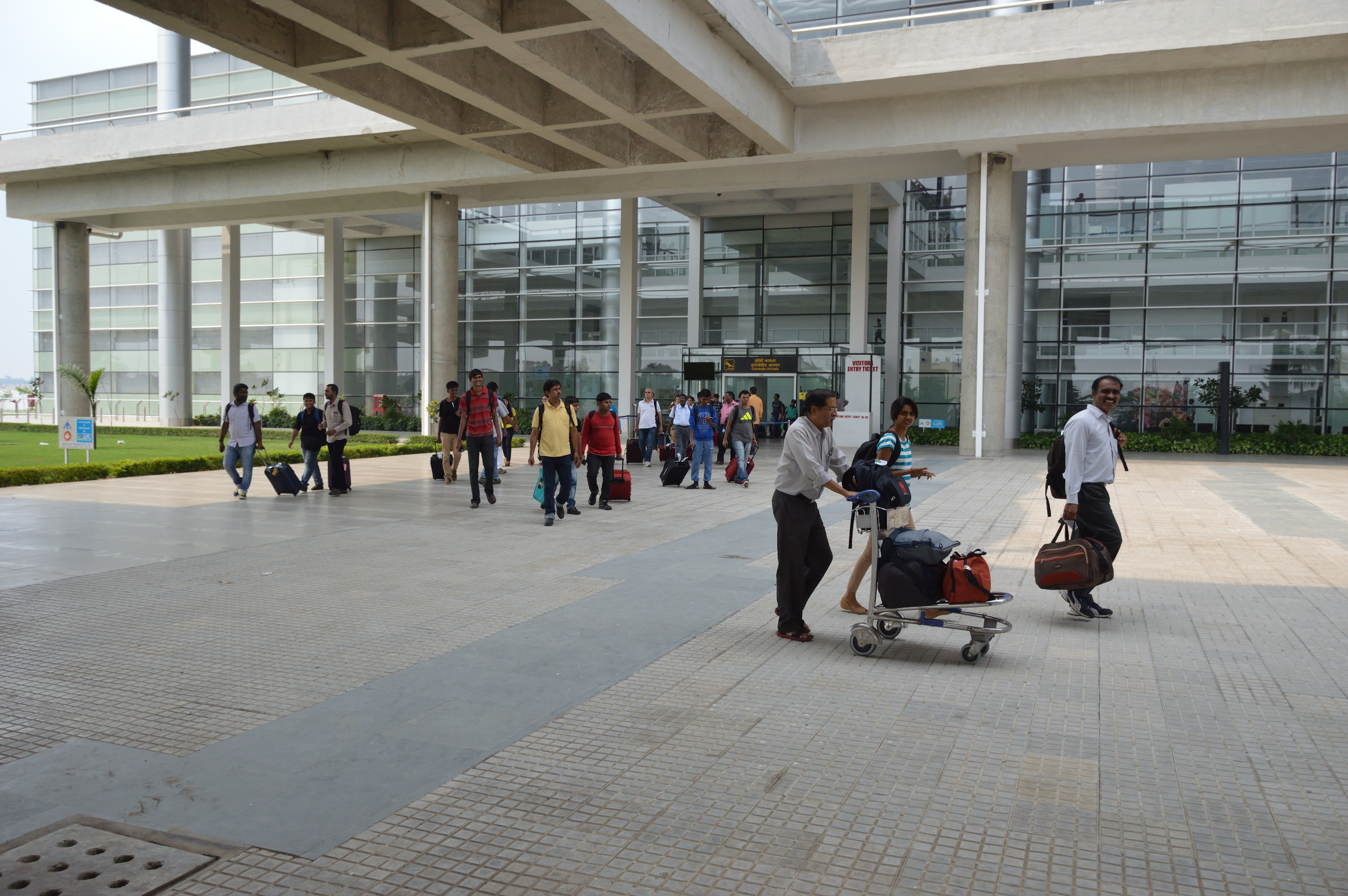
Аэропорт в Чандигахе, Мохали

Город имеет аэропорт (Chandigarh Airport, Код IATA: IXC), расположенный на высоте над уровнем моря 308 метров и длиной взлетно-посадочной полосы 2728 метров.

## Экономика
Чандигарх считается одним из самых богатых городов в Индии. Согласно данным Министерства статистики и выполнения программ Индии, среди городов-столиц штатов Чандигарх имеет самый высокий доход на душу населения в стране: 99 262 рупий в текущих ценах (данные на 2006—2007 годы). Резервный банк Индии определяет Чандигарх как третий по величине центр депозитов и седьмой по величине центр кредитов в стране (данные на июнь 2012 года). Валовой внутренний государственный продукт оценивается в 4,3 млрд долларов США в текущих ценах (данные на 2014-15 гг.). Согласно опросу 2014 года, Чандигарх занимает 4-е место среди 50 крупнейших городов мира, характеризуемых как «новые горизонты для аутсорсинга и ИТ-услуг», и в этом опережает такие города, как Пекин.

### Работа, бизнес, производство
Правительство является крупным работодателем в Чандигархе, здесь расположены три правительства: администрация Чандигарха, правительство Пенджаба и правительство Харьяны. Значительная часть населения Чандигарха, таким образом, либо работает на одно из этих правительств, либо уже уволилась с государственной службы по возрасту — по этой причине Чандигарх часто называют «раем для пенсионеров». Здесь имеется около 15 средних и крупных предприятий, в том числе два в государственном секторе. Кроме того, в Чандигархе зарегистрировано более 2500 единиц малых предприятий. Важными отраслями промышленности являются производство бумаги, производство основных металлов и сплавов, а также машиностроение. Другие отрасли связаны с пищевыми продуктами, сантехникой, автомобильными запчастями, станками, фармацевтическими препаратами и электрическими приборами.
Основное занятие здесь — торговля и бизнес. Кроме того, возможности трудоустройства предоставляют такие организации, как Дворец Правосудия Пенджаба и Харьяны, Институт постдипломного медицинского образования и исследований (PGIMER), развитая в Чандигархе сфера ИТ-технологий, а также более сотни государственных школ.
В Чандигархе присутствуют офисы четырех крупных торговых организаций. Это Объединенные торгово-промышленные палаты (ASSOCHAM India), расположенные в Секторе 8, Чандигарх, Федерация индийских торгово-промышленных палат (FICCI), Торгово-промышленная палата PHD, а также Конфедерация индийских промышленников (CII), местная штаб-квартира которой находится в Секторе 31, Чандигарх.
IT-парк Чандигарха — известный под названием Чандигархский Технологический парк имени Раджива Ганди, — это попытка города прорваться в мир информационных технологий. Развитая инфраструктура Чандигарха, близость к Дели, Харьяне, Пенджабу и Химачал-Прадеш, а также кадровые резервы привлекают сюда ИТ-компании со всей страны. Крупные индийские фирмы и транснациональные корпорации, такие как Quark, Infosys, EVRY, Dell, IBM, TechMahindra, Airtel, Amadeus IT Group, DLF создают свои постоянные базы в городе и окрестностях.

## Культурная жизнь

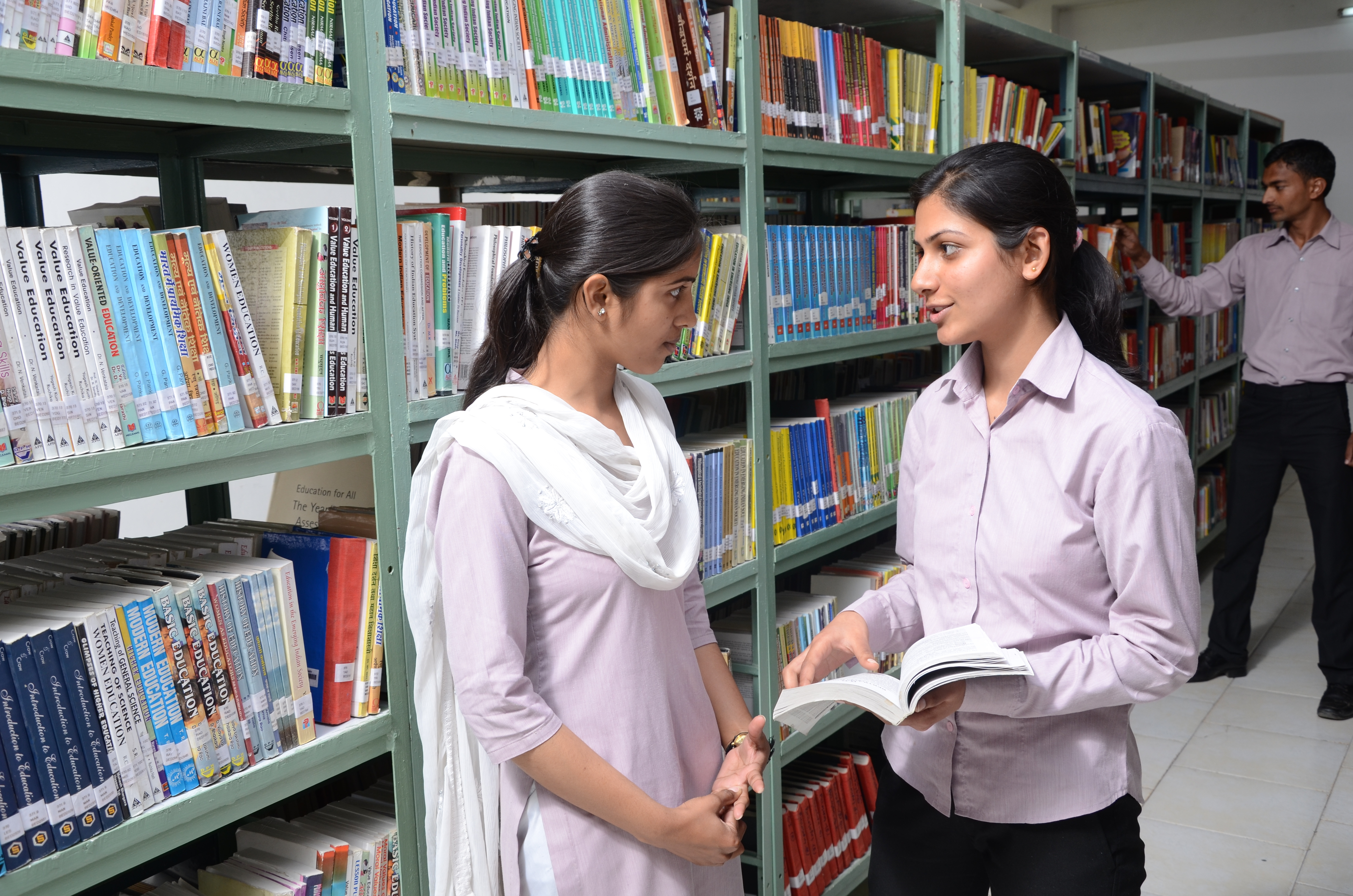
Студенты в местной библиотеке

Чандигарх — это город жителей разных культур, языков, здесь обитает множество людей различных творческих профессий, имеется множество разнообразных художественных движений. Художественные акции происходят почти ежедневно. В городе — несколько художественных галерей (в том числе Национальная галерея портретов), музеи (напр. Музей города, Музей эволюции, Музей изящных искусств при Пенджабском университете, Интернациональный музей кукол), театры — как например, Театр Тагора (англ. Tagore Theater), Открытый театр Рок Гарден (англ. Rock garden Open Theatre), несколько кинотеатров. Также большое разнообразие возможностей для занятий спортом — для этого имеются специально оборудованные гимнастические залы, бассейны, площадки для гольфа и т. д.
Кроме традиционных религиозных и национальных праздников, здесь проходят праздники и фестивали, празднуемые только жителями Чандигарха. В их числе:
- Фестиваль садов — трехдневный праздник в последнюю неделю февраля, входит также в национальный календарь праздников. Содержание праздника — это исполнение музыки и танцев, как классических, так и национальных, цветочные выставки и шоу, детские мероприятия, различного рода развлечения.
- Праздник Баисакхи (англ. Baisakhi) — первый день нового года по традиционному календарю Викрами (англ. Vikrami), празднование урожая пшеницы. Это главный праздник для сикхов, поскольку это день фонда Кхальса (англ. Khalsa). Поскольку Чандигарх столица двух штатов, Пенджаба и Харьяны, в этот день проходят празднества, организованные как правительствами штатов, так и Правительством Единого Времени, для всех жителей Чандигарха.
- Тий Ин — традиционный праздник в первую неделю августа, который празднуют в основном женщины. Его ареной становится Скалистый сад, с его качелями и павильонами, и весь этот день представляет собой, в сущности, большой пикник с песнями и танцами, с покупкой новых украшений, с разрисовыванием рук мехенди.
- Декабрьское Шоу Хризантем проводится в Парке Цветочных террас в секторе № 33, где посетители могут любоваться разноцветным ковром хризантем, сотнями разных сортов.
- Плаза-карнавал проводится на открытом воздухе на центральной площади Сектора № 17 еженедельно по субботам вечером. Почти трехчасовая программа привлекает множество народа и дает возможность талантливым местным артистам показать, на что они способны.
- Карнавал Чандигарха — традиционный трехдневный городской карнавал, который празднуется ежегодно, во вторую неделю ноября.

## Образование

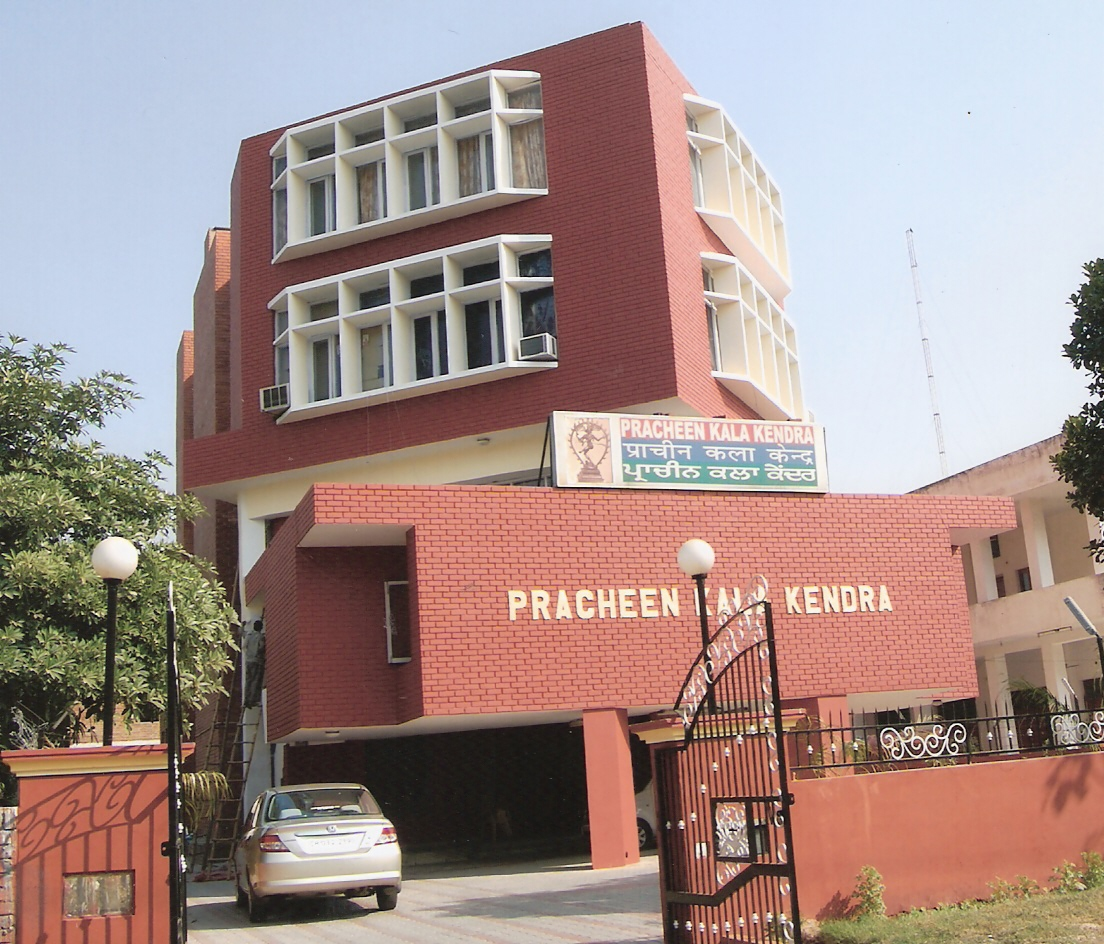
Комплекс культурно-образовательного центра Прачин Кала Кендра, Чандигарх

Чандигарх известен как город с самыми широкими возможностями в сфере образования. Различные учебные заведения предлагают свои учебные программы среднего и высшего уровня. Сосредоточенные здесь ВУЗы и колледжи, с просторными студенческими городками, развитой инфраструктурой, современными лабораториями и оборудованием, с просторными кабинетами и аудиториями, принимают студентов не только из Чандигарха, но и из Харьяны, Химачал-Прадеша, Джамму и Кашмира, Пенджаба, Уттаранчала, а также из Юго-Восточной Азии.
Основные колледжи в Чандигархе:
- Высший политехнический колледж при Пенджабском университете (Goswami Ganesh Dutta Sanatan Dharma College — GGDSD College)
- D.A.V.-колледж (Dayanand Anglo Vedic College) — гуманитарное, научное и техническое образование[7]
- MCM DAV College for Women (Mehr Chand Mahajan Dayanand Anglo Vedic College for Women)[8]
- Государственный колледж для юношей и девушек (Government College for Girls and Boys) при Пенджабском университете
- Государственный педагогический колледж (Government Teacher Training College).
- Государственный колледж искусств (Government College of Art)
- Чандигархский инженерно-технологический колледж (Chandigarh College of Engineering and Technology — CCET)
- Пенджабский инженерный колледж (Punjab Engineering College — PEC)[9]
- В некоторых секторах имеются школы моделей, учреждённые городской администрацией.

Основные высшие учебные заведения в Чандигархе:
- Институт медицинского образования и исследований (Postgraduate Institute of Medical Education & Research)[10]
- Государственный медицинский колледж и госпиталь (Government Medical College and Hospital — GMCH Chandigarh)
- Пенджабский университет[11]
  - Инженерно-технологический институт (при Пенджабском университете) (University Institute of Engineering and Technology, Panjab University)
  - Химико-технологический департамент Пенджабского университета (Department of Chemical Engineering and Technology, Panjab University)
- Чандигархский архитектурный колледж (Chandigarh College of Architecture)[12]
- Высшая бизнес-школа (University Business School — UBS)
- Прачин Кала Кендра, одна из старейших и ведущих культурных организаций Индии, специализирующаяся на распространении традиций индийского танца и музыки, а также изобразительных искусств.

Около 70 % населения Чандигарха грамотны.

## Достопримечательности

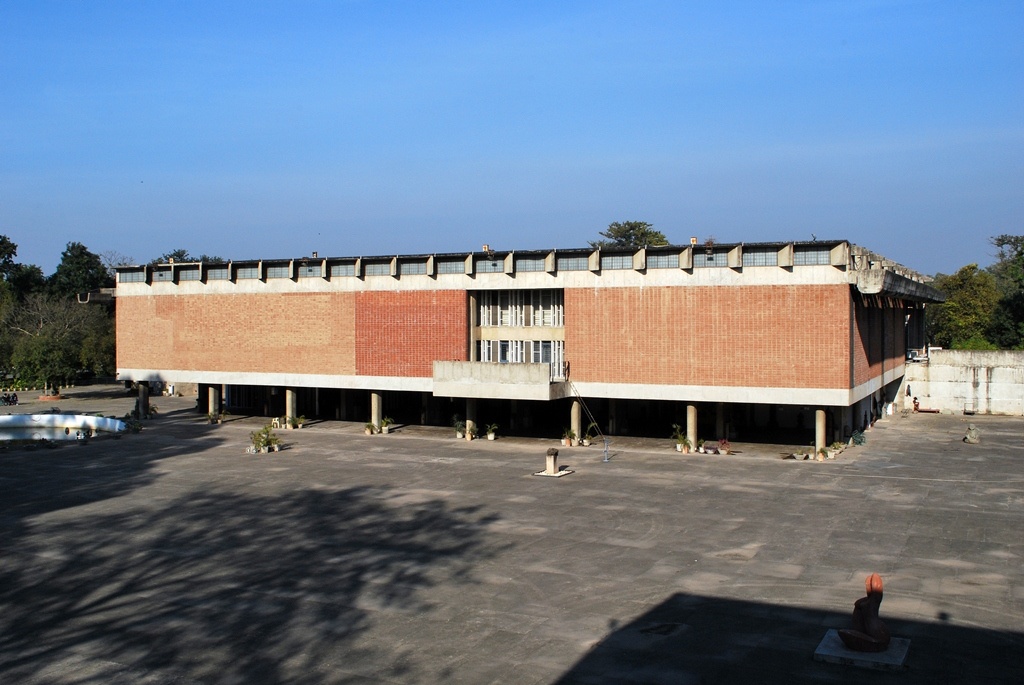
Государственный музей и галерея искусств в Чандигархе

Построенный в середине прошлого века Чандигарх едва ли может соперничать по экзотичности с другими городами Индии, полными древних памятников и реликвий. Нет в нём и традиционного восточного базара, с его пестрой толпой, придающего атмосфере городов Востока особое пряное своеобразие. Чандигарх привлекает главным образом интересующихся современной архитектурой, и, в первую очередь, творчеством Ле Корбюзье. В Чандигархе оно представлено как нигде ярко. Из достопримечательностей заслуживают упоминания:
- Комплекс Капитолия — административный комплекс из трёх монументальных зданий — Секретариата, Ассамблеи и Дворца правосудия — в стиле послевоенного модернизма, включающий также памятник «Раскрытая рука» (архитектор Ле Корбюзье);
- Государственный музей и галерея искусств — здесь представлено древнее искусство Индии, собрание буддистских скульптур из разных уголков Азии, образцы народных промыслов. В разделе современного искусства можно видеть индийские пейзажи Николая Рериха;
- Пенджабский Университет — монументальный архитектурный комплекс Пенджабского университета; спроектирован в той же модернистской стилистике, что и здания Ле Корбюзье;

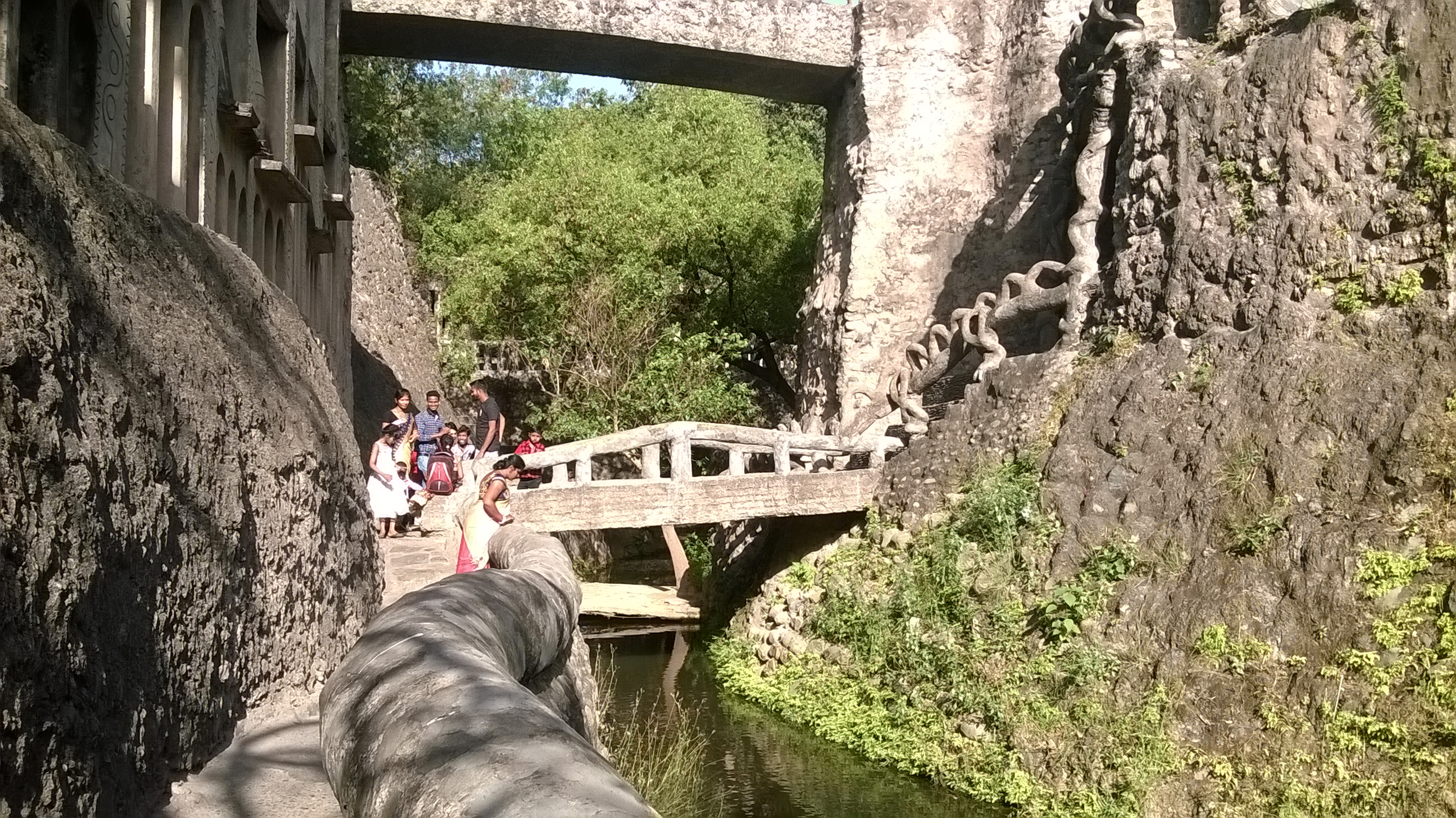
Сад Рок-Гарден

- Сад Рок-ГарденЗдание Gandhi Bhavan[англ.] — культурный центр при Пенджабском университете (архитектор Пьер Жаннере);
- Парк Рок-гарден (англ. Rock Garden) — скалистый парк, а точнее парк скульптур, созданных из бросовых материалов. Возник вначале как сугубо частное увлечение скульптора-любителя Нека Чанда (англ. Nek Chand), и затем, при поддержке городской администрации стал заметной городской (и даже общенациональной) достопримечательностью. Парк занимает сегодня площадь пятьдесят акров (160 000 м²), а его скульптуры в духе народного примитивизма созданы в основном из индустриальных отходов и выброшенных предметов обихода;
- Парк роз (англ. Rose Garden) — наибольший в Азии парк роз, занимает площадь 27 акров и располагает более чем 1600 разновидностей роз.

Кроме того привлекают внимание туристов большое рукотворное озеро Сукхна (англ. Sukhna Lake) с его прогулочной эспланадой, раскинувшееся на северной оконечности города, невдалеке от Капитолия, а также многочисленные городские парки и сады, разбросанные по всему городу и в окрестностях, среди которых — ботанический сад, зоопарк, сад хризантем, сад бугенвиллеи, парк Шанти Кундж (англ. Shanti Kunj), парк Пинджор (англ. Pinjore Garden).

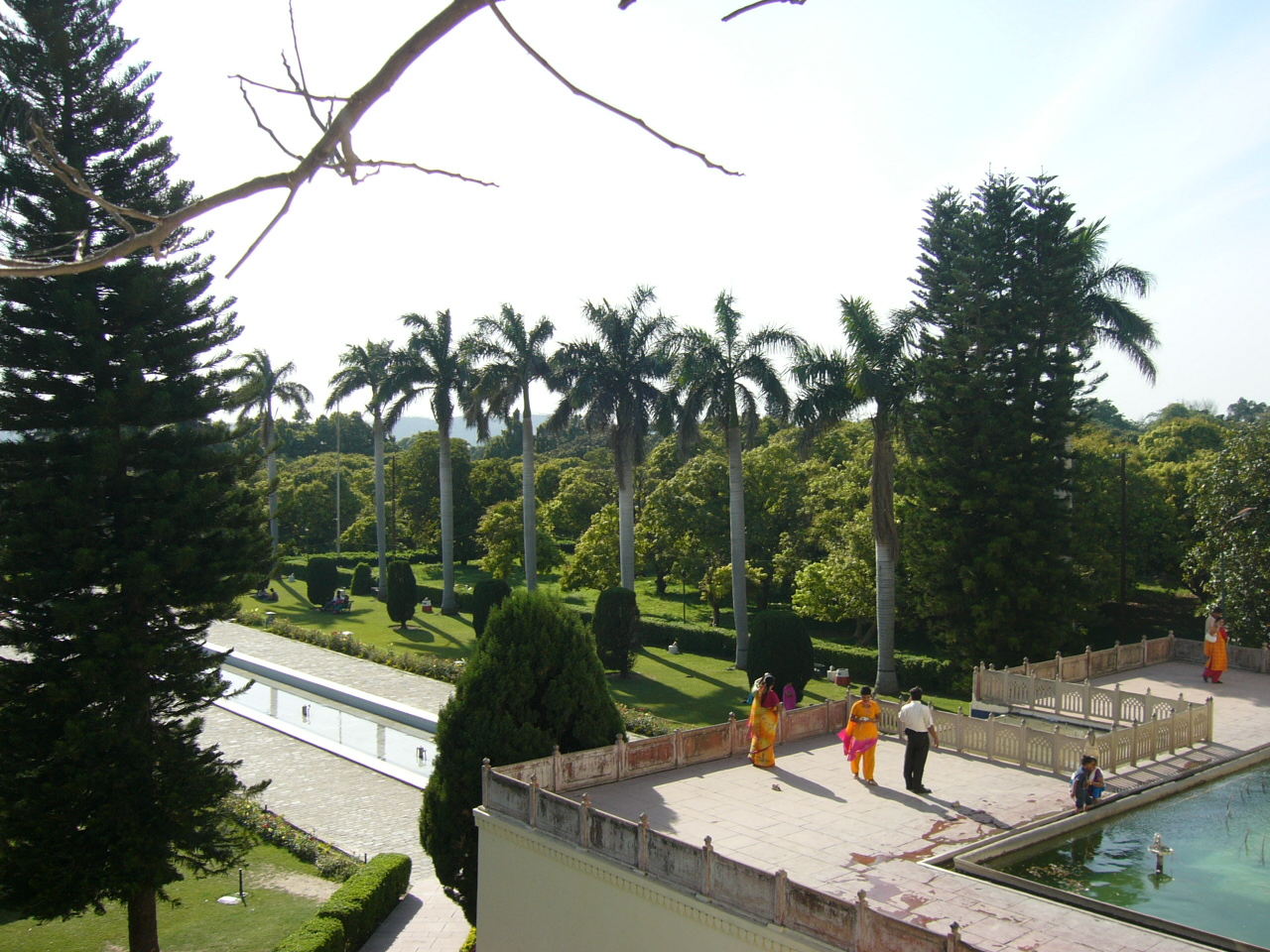
Парк Пинджор в окрестностях Чандигарха
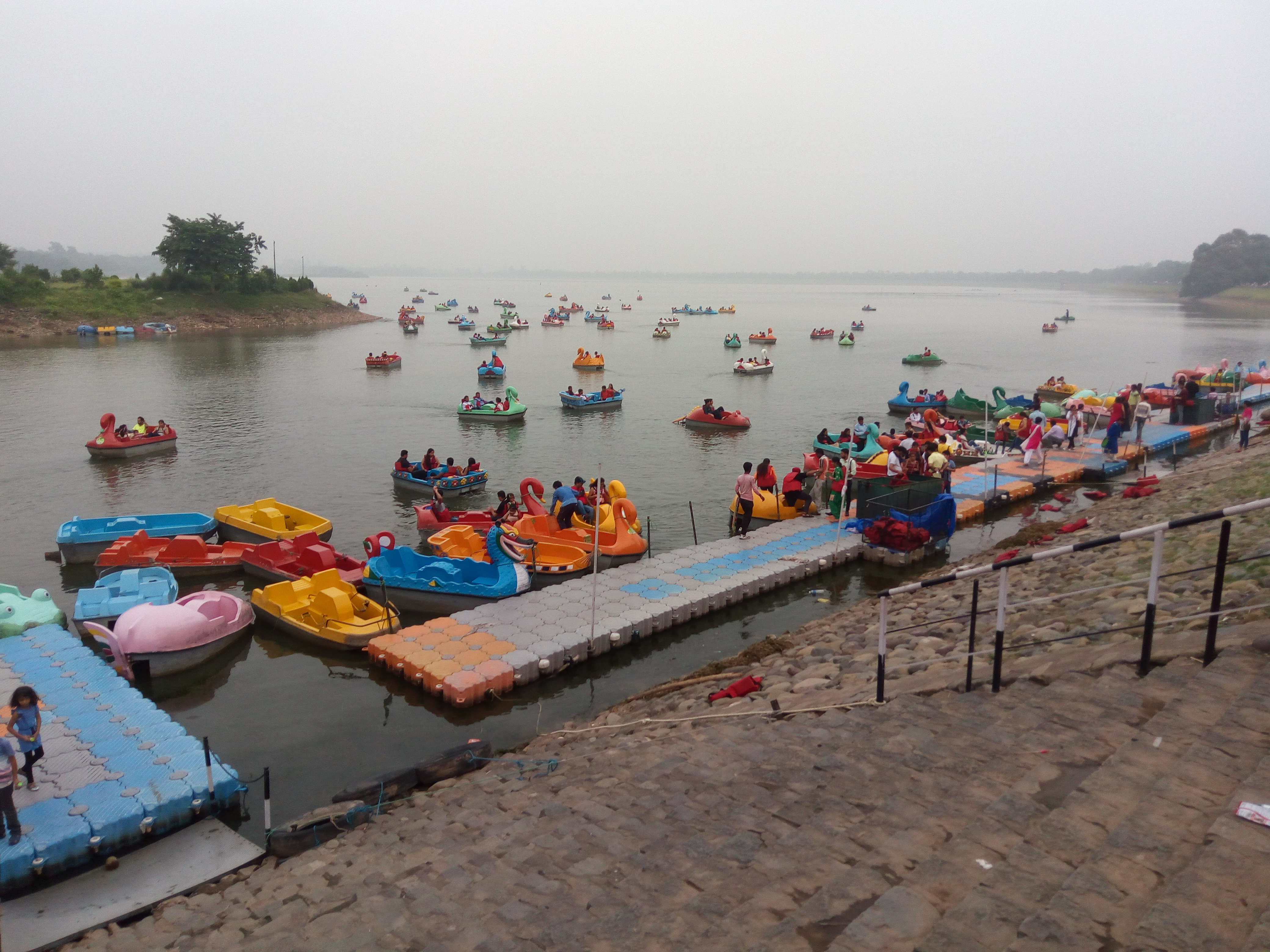
Озеро и парк Сукхна-Лейк
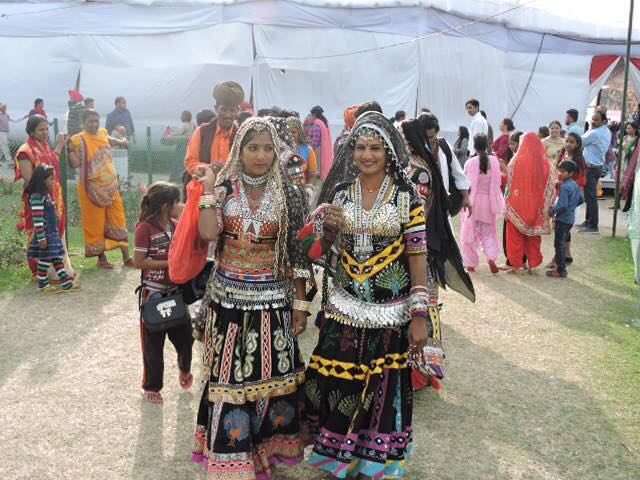
Девушки в национальных костюмах на Фестивале роз.
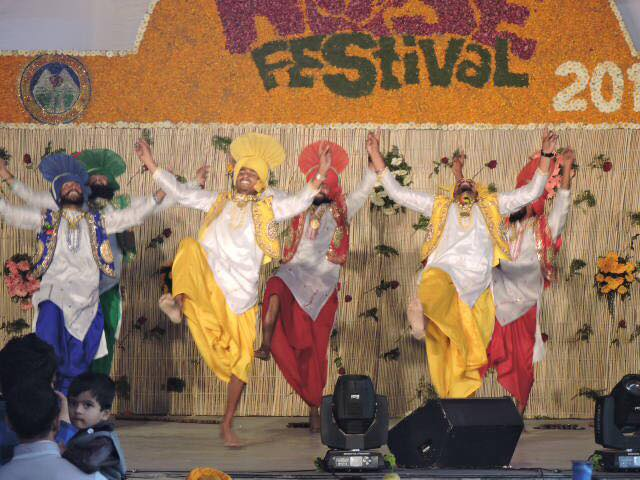
Выступление танцоров на Фестивале роз